# Eugene Parker
Eugene Newman Parker (Houghton, 10 giugno 1927 – Chicago, 15 marzo 2022) è stato un astronomo statunitense.

## Biografia
È ricordato per aver sviluppato, negli anni '50, la teoria sul vento solare e per aver predetto l'esistenza, di quella che poi prenderà il suo nome, di spirale di Parker. Importanti sono gli studi condotti sull'eliosfera.
A lui la NASA ha intitolato la sonda Parker Solar Probe, la prima ad attraversare l'atmosfera solare.

## Onorificenze
- Medaglia Arctowski della National Academy of Sciences (1969)
- Henry Norris Russell Lectureship della American Astronomical Society (1969)
- Premio Hale (1978)
- National Medal of Science (1989)
- Medaglia Karl Schwarzschild (1990)
- Medaglia d'oro della Royal Astronomical Society (1992)
- Medaglia Bruce (1997)
- Premio Kyōto per le scienze di base (2003)
- Premio Maxwell (2003)

## Libri
- (EN) E. N. Parker, Interplanetary Dynamical Processes, Interscience Publishers, 1963, ISBN 978-0-47-065916-8.
- (EN) E. N. Parker, Cosmical Magnetic Fields: Their Origin and their Activity, Oxford University Press, 1979, ISBN 978-0-19-851290-5.
- (EN) E. N. Parker, Spontaneous Current Sheets in Magnetic Fields: With Applications to Stellar X-rays, Oxford University Press, 1994, ISBN 978-0-19-507371-3.
- (EN) E. N. Parker, Conversations on Electric and Magnetic Fields in the Cosmos, Princeton University Press, 2007, ISBN 978-0-691-12841-2.